# (762) Pulcova
(762) Pulcova es un asteroide perteneciente al cinturón de asteroides descubierto el 3 de septiembre de 1913 por Grigori Nikoláievich Neúimin desde el observatorio de Simeiz en Crimea.
Está nombrado por el observatorio de Púlkovo, situado al sur de San Petersburgo.